# جان پارک (نوازنده)
جان اندرو پارک (زاده 13 سپتامبر 1988) خواننده آمریکایی کره ای تبار است. او نیمه نهایی فصل نهمامریکن آیدل حضور داشت. رتبه بیستم او نایب قهرمان Superstar K2، مسابقه خوانندگی کره ای است که توسط ام‌نت برگزار می شد. او در حال حاضر با Music Farm Entertainment قرارداد بسته است. اسم کره ای او جونگ وان هیوک بود.